# 高铼酸四甲基铵
高铼酸四甲基铵是一种无机化合物，化学式为[N(CH3)4]ReO4。

## 制备
高铼酸和四甲基氯化铵反应，可以得到[N(CH3)4]ReO4：
HReO4 + [N(CH3)4]Cl → [N(CH3)4]ReO4 + HCl

## 化学性质
高铼酸四甲基铵可以催化纤维素的水解。